# Zayin
Zayin, även zajin, (ז) är den sjunde bokstaven i det hebreiska alfabetet. Uttalas som ett tonande 's'. Varje vers i Psaltaren 119:49–56 börjar med Zayin på originalspråket.
ז har siffervärdet 7.